# Донецьке вище військово-політичне училище інженерних військ і військ зв'язку
 Донецьке вище військово-політичне училище інженерних військ і військ зв'язку імені генерала армії О. О. Єпішева (ДВВПУ) — радянське, українське військове училище в 1967—1995 роках.

## Історія
Наказом Міністра оборони СРСР № 063 від 13 березня 1967, Директивою Генерального штабу ЗС СРСР ДГШ № орг. 1162950 від 22 квітня 1967 та Директивою Командувача військами Київського військового округу ДКВО № 1155539 від 7 травня 1968 було прийнято рішення про створення Донецького вищого військово-політичного училища інженерних військ і військ зв'язку.
16 червня 1967 — закінчилося формування ДВВПУ на базі школи-інтернату № 10 та початкової школи № 37 по штату № 17735.
1 вересня 1967 — проведено перший набір із 303 курсантів почав навчання.
29 жовтня 1967 — в день народження Ленінського комсомолу приведені до присяги курсанти 1-го курсу з числа цивільної молоді.
18 лютого 1968 року — від імені Президії Верховної Ради СРСР Членом Військової Ради — Начальником політичного Управління ЧКВО генерал-полковник Василь Головкін вручив училищу Бойовий прапор.
23 лютого 1968 року — в день 50-річчя Арміх СРСР училище було нагороджено перехідним Червоним прапором Донецького обкому КПУ та Донецького облвиконкому.
28 липня 1971 — відбувся перший випуск офіцеров-політпрацівників.
9 грудня 1976 — училищу було вручено перехідний Червоний Прапор Військової ради Червонопрапорного Київського військового округу за високі результати у підготовці шостого випуску офіцерів-політпрацівників.
15 червня 1977 — Наказ Міністра оборони СРСР № 00108 про встановлення Дня училища в ознаменування сформування Донецького вищого військово-політичного училища інженерних військ і військ зв'язку.
11 листопада 1985 Постановою Ради Міністрів СРСР № 1067 училище отримало найменування: Донецьке вище військово-політичне училище інженерних військ і військ зв'язку імені генерала армії А. А. Епішева.
Липень-серпень 1991 — відбувся останній набір курсантів до ДВВПУ.
Кінець 1991 — початок 1992 — Відразу після розпаду СРСР і перепідпорядкування училища МО України, перед КПП училища була знята легендарна вивіска ДВВПУ ІВ НД, а замість неї була вивішена нова, в якій була збережена спадкоємність абревіатури ДВВПУ — Донецьке вище військово-педагогічне училище.
3 січня 1992 — особовий склад училища прийняв Військову присягу на вірність народу України. Училище перепідпорядковано Міністерству оборони України. Прийнято рішення про його розформування в 1995 р (Наказ МО України № 133 1992 г.).
19 лютого 1992 — Постановою Кабінету Міністрів України № 490 училище перейменовано в Донецьке вище військове училище інженерних військ і військ зв'язку.
1992—1993 — на базі училища створено Донецький військовий ліцей. Коли відбувся останній випуск офіцерів, ліцей передислокувався в перший навчальний корпус.
15 лютого 1995 — Директива МО України Д.185 / 065 (на виконання Наказу МО України № 133 від 1992 г.) Донецьке вище військове училище інженерних військ і військ зв'язку після здійснення у червні 1995 року останнього випуску офіцерів-вихователів підлягає розформуванню до 1.09.1995 року.
1 вересня 1995 — Донецьке вище військове училище інженерних військ і військ зв'язку розформовано. Бойовий прапор училища здано в Державний  архів МО України. Змінний особовий склад переданий в/ч А2517, постійний особовий склад і техніка — на доукомплектування частин і підрозділів округу (процес завершився в листопаді 1995).

## Випуски училища
| Рік        | Кількість випускників |            |                             | Разом |
| ---------- | --------------------- | ---------- | --------------------------- | ----- |
|            | інженери              | зв'язківці | дорожньо-будівельні частини |       |
| 28.07.1971 | 138                   | 145        |                             | 283   |
| 12.07.1972 | 140                   | 159        |                             | 299   |
| 12.07.1973 | 164                   | 190        |                             | 354   |
| 12.07.1974 | 164                   | 180        |                             | 344   |
| 2.07.1975  |                       |            |                             | 355   |
| 17.07.1976 |                       |            |                             | 343   |
| 16.07.1977 |                       |            |                             | 348   |
| 14.07.1978 |                       |            |                             | 386   |
| 13.07.1979 |                       |            |                             | 389   |
| 11.07.1980 |                       |            |                             | 394   |
| 11.07.1981 |                       |            |                             | 439   |
| 10.07.1982 |                       |            |                             | 634   |
| 9.07.1983  |                       |            |                             | 631   |
| 7.07.1984  |                       |            |                             | 648   |
| 6.07.1985  |                       |            |                             | 469   |
| 5.07.1986  |                       |            |                             | 453   |
| 10.07.1987 |                       |            |                             | 470   |
| 8.07.1988  |                       |            |                             | 442   |
| 8.07.1989  |                       |            |                             | 456   |
| 28.06.1990 |                       |            |                             | 436   |
| 28.06.1991 |                       |            |                             | 450   |
| 26.06.1992 |                       |            |                             | 409   |
| 19.06.1993 | 124                   | 212        | 115                         | 451   |
| 18.06.1994 | 84                    | 144        | 77                          | 305   |
| 17.06.1995 | 77                    | 103        | 76                          | 256   |

## Керівний склад навчального закладу

### Начальники
- 1967—1972 генерал-майор Солодов Юрій Петрович
- 1972 полковник Алдошин Леонід Георгійович (у зв'язку зі смертю)
- 1972—1976 генерал-майор Васильєв Іван Леонтійович
- 1976—1986 генерал-лейтенант Беспалов Володимир Васильович
- 1986—1989 генерал-майор Воробйов Микола Михайлович
- 1989—1991 генерал-майор Золотухін Борис Іванович
- 1991—1993 полковник Ларьков Олександр Пилипович
- 1993—1995 полковник Тимченко Віктор Миколайович

### Заступники начальника
- полковник Єфімов Олександр Олександрович (1969—1973)
- полковник Григор'єв Володимир Прокопович (1973—1975)
- полковник Коцюк Віталій Володимирович (1976—1987). Похований у Донецьку 23.08.2010[3].
- полковник Мірошниченко Володимир Йосипович (1987—1990)
- полковник Тимченко Володимир Миколайович (1990—1993)
- полковник Янішевський Віктор Миколайович (1993—1995)

#### Заступники начальника по політичній частині
- полковник Тарасов Сергій Васильович (1967—1970)
- полковник Новиков Сергій Павлович (1970—1972)
- полковник Васильєв Іван Леонтійович (1972)
- полковник Трилобіт Іван Якович (1972—1975)
- полковник Самара Володимир Харитонович (1975—1984). Помер 23.05.2015. Похований у Донецьку.
- полковник Мачушко Володимир Іванович (1984—1988)
- полковник Бичков Віктор Григорович (1988—1990)
- полковник Горбачов Валерій Петрович (1990—1991)

#### Начальники соціально-психологічної служби
- полковник Бурега Валерій Васильович (1992—1993)
- підполковник Лустін Юрій Михайлович (1993—1995)

#### Заступник начальника училища з виховної роботи
- полковник Романов Микола Михайлович (10.02.1995 — 15.11.1995)

#### Начальники навчального відділу
- полковник Александров Гліб Миколайович (1967—1969)
- полковник Сидоренко Олександр Федорович (1969—1978)
- полковник Гурин Василь Михайлович (1978—1982)
- полковник Давидов Владлен Васильович (1982—1984). Помер 19.12.2017 на 86-му році життя[4].
- полковник Чернишов Євген Васильович (1984—1990)
- полковник Зельніцкій Андрій Миколайович (1990—1992)
- полковник Лісовський Володимир Олександрович (1993—1994)
- полковник Степанов Анатолій Семенович (1994—1995)
- підполковник Зуєнко Дмитро Вікторович (1995)

#### Заступники начальника по технічній частині
- полковник Романов Михайло Степанович (1967—1977)
- полковник Нікітін Григорій Якович (1978—1983
- полковник Ярохно Іван Вакумовіч (1983—1988)
- полковник Овчінніков Микола Андрійович (1989—1994)

#### Заступники начальника по матеріальному забезпеченню
- полковник Федюнин Володимир Павлович (1967—1972)
- підполковник Шапошников Яків Васильович (1972—1974)
- полковник Бєлов Олексій Васильович (1974—1977)
- підполковник Жихарєв Володимир Федорович (1977—1980)
- полковник Романов Мирослав Миколайович (1980—1989)
- капітан 1 рангу Гавриленко Євген Федорович (1989—1992)
- полковник Янішевський Сергій Миколайович (1992—1993)
- полковник Марценюк Василь Григорович (1993—1995)

## Відомі випускники
- Виноградов Степан Васильович. Кандидат історичних наук, доцент, доцент кафедри військової підготовки Київського національного економічного університету імені Вадима Гетьмана. Випуск 1974.
- Олекса́ндр Володи́мирович Прогні́мак (*2 січня 1958 , Донецьк) — український політичний та державний діяч, колекціонер, меценат, письменник, драматург. Випуск 1975
- Валерій Вікторович Райко (нар. 5 серпня 1960) — український військовик. Генерал-лейтенант. Доктор педагогічних наук (2009). Професор. Ректор Національної академії Державної Прикордонної служби України імені Богдана Хмельницького (з 2002 по 2014). Випуск 1981
- Капкін Олександр Борисович. Суддя Зарічного районного суду м. Суми. Випуск 1981
- Микола Михайлович Литвин (нар.8 березня 1961, Слобода-Романівська, Житомирська область) — голова Державної прикордонної служби України у 2003—2014, генерал армії України. Випуск 1984
- Ткаченко Юрій Валентинович. Перший заступник голови Голосіївської районної в місті Києві державної адміністрації. Випуск 1984
- Тімченко Олександр Володимирович. Начальник науково-дослідної лабораторії екстремальної та кризової психології Національного університету цивільного захисту України. Випуск 1984
- Валерій Анатолійович Бондик; член Вищої ради юстиції (березень 2007 — травень 2013). Випуск 1985
- Пругло Олег Євгенович. Заступник голови Полтавської обласної державної адміністрації. Випуск 1985
- Малий Ігор Анатолійович (нар. 1966). З 2008 по 2014 заступник директора департаменту корпоративного управління та правового забезпечення — начальник відділу Національної акціонерної компанії «Енергетична компанія України». Випуск 1987
- Золкін Юрій Олексійович. Голова Станично-Луганської районної державної адміністрації з 20.03.2015 р. Випуск 1987
- І́гор Ві́кторович Алексє́єв (* 10 січня 1960, Донецьк) — український політик, секретар ЦК КПУ (від червня 2005 р.), народний депутат України (від 2002 р.) Випуск 1987
- Арсірій Руслан Олександрович. Суддя окружного адміністративного суду м. Києва. Випуск 1988
- Андрій Володимирович Головач (нар. 27 червня 1969, Донецьк, СРСР) — генерал-полковник податкової міліції, перший заступник Голови Державної податкової служби України — начальник податкової міліції України за часів Януковича. Випуск 1990
- Булюк Віталій Вікторович (народився 21 грудня 1969, с. Гладківка, Херсонська область, Голопристанський район) — депутат Херсонської обласної ради V, VI, VII скликань, начальник Херсонської митниці з 2007 до 2015 року. З 4 грудня 2015 року обраний на посаду заступника голови Херсонської обласної ради. Випуск 1990
- Рибалко Євген Вікторович, голова міської ради м. Сватове (Луганська область). Випуск 1991
- Сподар Ярослав Богданович. Народився 27 січня 1970 року в смт. Народичі Житомирської області. З 24 травня 2014 — заступник командувача Національної гвардії України по роботі з особовим складом. Випуск 1992
- Руслан Миколайович Сольвар (нар. 12 травня 1971 року, Піщанка, Вінницька область, Україна) — народний депутат України 7-го скликання (обраний по одномандатному округу № 91). Член партії «Удар». Випуск 1993
- Беспалов Олег Павлович — український політик
- Прокопенко Ігор Станіславович (рос. Прокопенко Игорь Станиславович, нар.8 лютого 1965 р., м. Павловськ) — російський тележурналіст, документаліст, ведучий програми «Військова таємниця» на «РЕН ТВ», фахівець з таємним змовам, заступник генерального директора з документальних та публіцистичних проектів телекомпанії «РЕН ТВ», телеведучий, шестиразовий лауреат премії ТЕФІ.
- Хміляр Олег Федорович (рос. Хмиляр Олег Федорович) нар. 10 серпня 1973р., С. Конюшків Львівська обл. - начальник кафедри суспільних наук Національного університету оборони України ім. І. Черняхівського, доктор психологічних наук, доцент, полковник. Випуск 1994.